# 호기성 생물
호기성 생물(好氣性生物)은 생존에 산소를 필요로 하는 생물이다..

## 미생물
호기성 미생물은 다음과 같은 종류가 있다.
절대호기성 미생물- 성장에 산소가 반드시 필요한 미생물
약호기성 미생물- 대사 작용에 산소가 필요하나, 더 적은 양의 산소를 필요로 하는 미생물

## 같이 보기
- 혐기성 생물